# Кочоян, Василий Айкович
Василий Айкович Кочоян — советский хозяйственный, государственный и политический деятель.

## Биография
Родился в 1926 году в Ахалкалакском уезде. Член КПСС.
Окончил Ереванский зооветеринарный институт
В 1947—1954 — колхозник, звеньевой, бригадир, заведующий клубом колхоза Ахалкалакского района Грузинской ССР.
В 1954—1978 — председатель ряда колхозов Ахалкалакского района Грузинской ССР.
В 1978—1989 — первый секретарь Богдановского райкома КП Грузии.
Депутат Верховного Совета СССР 5-го созыва, Верховного Совета Грузинской ССР 8-11-го созывов. Делегат XXVII съезда КПСС.
Жил в Грузии.

## Награды
- Орден Ленина (дважды)
- Орден Знак Почёта